# Jarville-la-Malgrange
Jarville-la-Malgrange és un municipi francès situat al departament de Meurthe i Mosel·la i a la regió del Gran Est. L'any 2007 tenia 9.470 habitants.

## Demografia

### Població
El 2007 la població de fet de Jarville-la-Malgrange era de 9.470 persones. Hi havia 4.368 famílies, de les quals 1.919 eren unipersonals (848 homes vivint sols i 1.071 dones vivint soles), 1.024 parelles sense fills, 910 parelles amb fills i 515 famílies monoparentals amb fills.
La població ha evolucionat segons el següent gràfic:
Habitants censats

### Habitatges
El 2007 hi havia 4.748 habitatges, 4.454 eren l'habitatge principal de la família, 13 eren segones residències i 281 estaven desocupats. 1.271 eren cases i 3.454 eren apartaments. Dels 4.454 habitatges principals, 1.843 estaven ocupats pels seus propietaris, 2.516 estaven llogats i ocupats pels llogaters i 95 estaven cedits a títol gratuït; 289 tenien una cambra, 702 en tenien dues, 1.083 en tenien tres, 1.269 en tenien quatre i 1.111 en tenien cinc o més. 2.129 habitatges disposaven pel capbaix d'una plaça de pàrquing. A 2.359 habitatges hi havia un automòbil i a 805 n'hi havia dos o més.

### Piràmide de població
La piràmide de població per edats i sexe el 2009 era:
| Homes | Edats   | Dones |
| ----- | ------- | ----- |
| 4     | 95 o +  | 12    |
| 8     | 90 a 94 | 32    |
| 34    | 85 a 89 | 92    |
| 60    | 80 a 84 | 83    |
| 118   | 75 a 79 | 198   |
| 160   | 70 a 74 | 216   |
| 229   | 65 a 69 | 292   |
| 237   | 60 a 64 | 224   |
| 262   | 55 a 59 | 253   |
| 309   | 50 a 54 | 340   |
| 345   | 45 a 49 | 357   |
| 290   | 40 a 44 | 356   |
| 369   | 35 a 39 | 332   |
| 362   | 30 a 34 | 296   |
| 324   | 25 a 29 | 467   |
| 360   | 20 a 24 | 419   |
| 316   | 15 a 19 | 357   |
| 263   | 10 a 14 | 343   |
| 278   | 5 a 9   | 249   |
| 266   | 0 a 4   | 299   |

## Economia
El 2007 la població en edat de treballar era de 6.302 persones, 4.396 eren actives i 1.906 eren inactives. De les 4.396 persones actives 3.629 estaven ocupades (1.926 homes i 1.703 dones) i 768 estaven aturades (423 homes i 345 dones). De les 1.906 persones inactives 462 estaven jubilades, 752 estaven estudiant i 692 estaven classificades com a «altres inactius».

### Ingressos
El 2009 a Jarville-la-Malgrange hi havia 4.415 unitats fiscals que integraven 9.155 persones, la mediana anual d'ingressos fiscals per persona era de 15.660 €.

### Activitats econòmiques
Dels 297 establiments que hi havia el 2007, 6 eren d'empreses extractives, 5 d'empreses alimentàries, 1 d'una empresa de fabricació de material elèctric, 9 d'empreses de fabricació d'altres productes industrials, 44 d'empreses de construcció, 74 d'empreses de comerç i reparació d'automòbils, 9 d'empreses de transport, 17 d'empreses d'hostatgeria i restauració, 4 d'empreses d'informació i comunicació, 12 d'empreses financeres, 12 d'empreses immobiliàries, 34 d'empreses de serveis, 55 d'entitats de l'administració pública i 15 d'empreses classificades com a «altres activitats de serveis».
Dels 77 establiments de servei als particulars que hi havia el 2009, 1 era una comissaria de policia, 1 oficina de correu, 4 oficines bancàries, 10 tallers de reparació d'automòbils i de material agrícola, 3 autoescoles, 3 paletes, 9 guixaires pintors, 4 fusteries, 13 lampisteries, 5 electricistes, 5 empreses de construcció, 6 perruqueries, 1 veterinari, 10 restaurants, 1 tintoreria i 1 saló de bellesa.
Dels 15 establiments comercials que hi havia el 2009, 1 era, 1 un hipermercat, 1 una gran superfície de material de bricolatge, 1 una botiga de més de 120 m², 4 fleques, 2 carnisseries, 1 una llibreria, 1 una sabateria i 3 floristeries.

## Equipaments sanitaris i escolars
El 2009 hi havia 2 centres de salut, 5 farmàcies i 1 ambulància.
El 2009 hi havia 4 escoles maternals i 4 escoles elementals. A Jarville-la-Malgrange hi havia 2 col·legis d'educació secundària i 1 liceu d'ensenyament general. Als col·legis d'educació secundària hi havia 1.316 alumnes i als liceus d'ensenyament general 500.
Jarville-la-Malgrange disposava d'un centre de formació no universitària superior.

## Poblacions més properes
El següent diagrama mostra les poblacions més properes.